# Lepidosinella armata
Genre
Espèce
Lepidosinella armata, unique représentant du genre Lepidosinella, est une espèce de collemboles de la famille des Entomobryidae.

## Distribution
Cette espèce est endémique de Java en Indonésie.

## Description
L'holotype mesure 0,9 mm.
C'est une espèce termitophile.

## Publication originale
- Handschin, 1920 : Collembolen aus Java. Revue Suisse de Zoologie, vol. 28, p. 135-148 (texte intégral).